# Educação no Japão

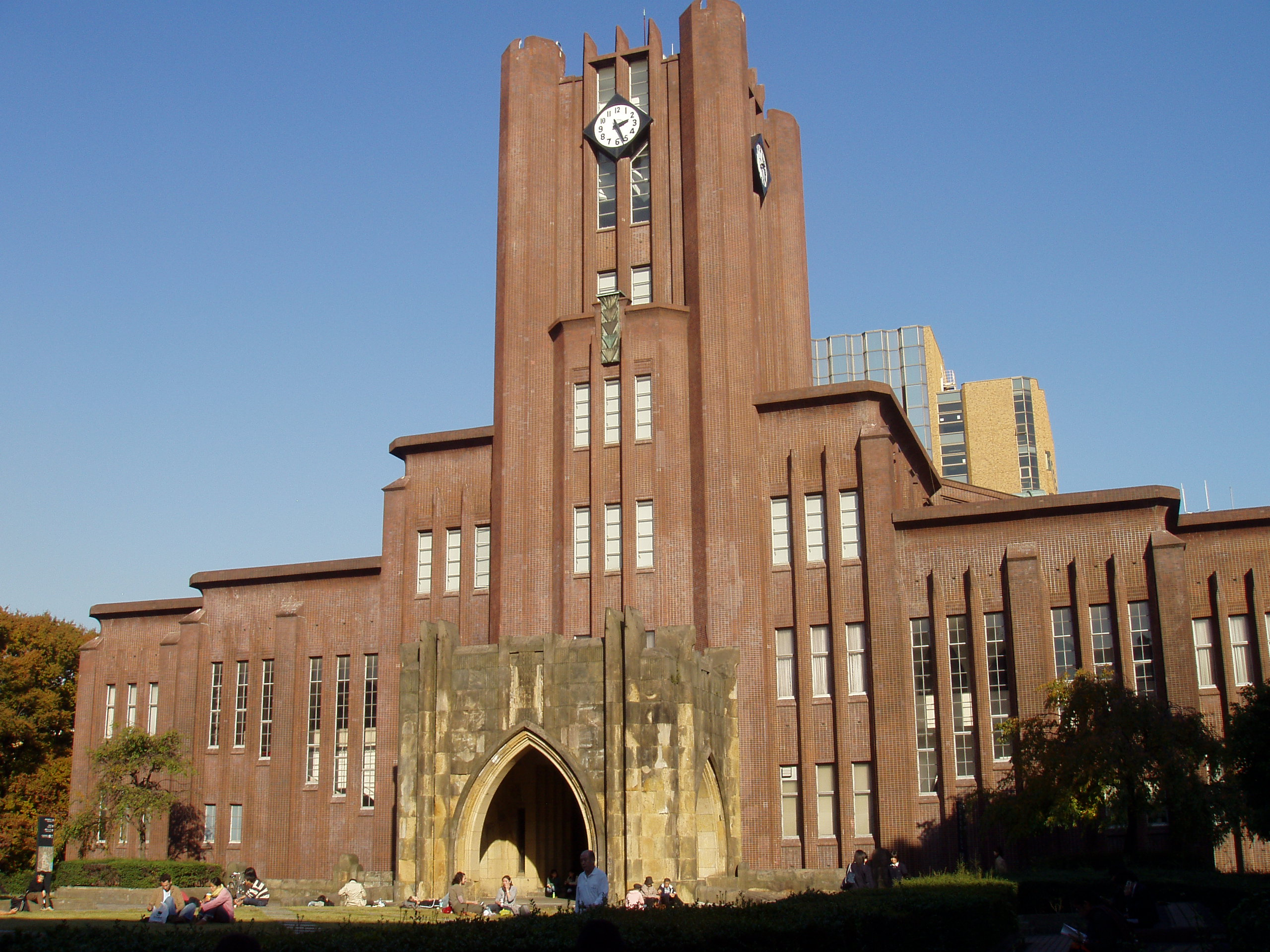
Auditório Yasuda, Universidade de Tóquio.

A educação no Japão remonta à introdução da escrita chinesa no século VI. Inicialmente restrita às classes aristocráticas, a educação atingiu a população em geral no Período Edo, em que havia escolas específicas para a classe dos samurais, mas também escolas mistas que ensinavam escrita, leitura e aritmética. Graças a esse sistema, calcula-se que em 1868, época da Restauração Meiji, 40% da população japonesa fosse alfabetizada. O Japão começou a se ocidentalizar na Era Meiji (1868-1912). Antes disso as escolas eram na maioria para os ricos e não eram regulamentadas pelo governo. O governo Meiji imediatamente instituiu um novo sistema educacional baseado em moldes franceses, alemães e americanos. A divisão em escolas primárias, secundárias e universidades foi introduzida no Japão em 1871 como parte da Restauração Meiji. O sistema educacional Meiji tornou-se rapidamente centralizado pelo estado. O currículo tinha um caráter moralista e promovia ideais confucionistas de fidelidade ao estado, piedade filial, obediência e amizade. Em 1890 o Édito Imperial em Educação formalizou estes valores conservadores.
Em 1907 o Ministério da Educação estendeu o período de ensino básico obrigatório para 6 anos e adaptou o currículo para enfatizar a importância do imperador e o nacionalismo e em 1947, mais 3 anos foram adicionados ao ensino básico obrigatório estendendo a idade escolar até os 15 anos. Desde 1947 que a educação obrigatória no Japão inclui a educação infantil e o ensino fundamental, shōgakkō e chūgakkō, o qual dura nove anos (dos seis aos 15 anos). Quase todas as crianças continuam seus estudos em um ensino secundário, koukou, de três anos (dos 16 aos 18 anos) e, de acordo com o Ministério da Educação, Cultura, Esportes, Ciência e Tecnologia, cerca de 75,9% dos formandos do ensino secundário cursaram a universidade, a educação profissional, ou outros cursos pós-secundários em 2005. Ao mudar de instituição escolar, os alunos precisam prestar exames para entrar em escolas ginasiais, colégios e universidades. No caso de escolas públicas e de universidades, os alunos sempre têm de fazer exames de admissão. O ano letivo no Japão tem início em Abril e pode ser dividido em dois ou três períodos. O currículo de cada série é determinado pelo Ministério da Educação, Cultura, Esportes, Ciência e Tecnologia, bem como há avaliações periódicas do material escolar utilizado.
Nos dias de semana, as aulas normalmente começam às 8:30 da manhã e terminam às 15:50. No primário, as aulas duram 45 minutos, com uma pausa de 10 minutos entre uma aula e outra. A partir do ginásio, as aulas duram 50 minutos. Os alunos vão à escola aos sábados duas vezes por mês, das 8:30 da manhã às 12:30. Oficialmente há 35 semanas de aula por ano.
Há 9 matérias regulares no ensino básico japonês: língua japonesa, estudos sociais, matemática, ciência, estudos ambientais, música, arte e artesanato, conhecimentos domésticos e educação física.
Todas as Escolas são pagas, até mesmo as publicas, aqueles que tem dificuldade em pagar recebem ajuda do governo. As mensalidades são de acordo com a condição da família.
A educação no Japão é muito competitiva, em especial, o ingresso em instituições de ensino superior. De acordo com o Suplemento de Educação Superior do The Times, as universidades mais importantes do Japão são a Universidade de Tóquio, a Universidade de Quioto e a Universidade de Osaka. No momento, a educação japonesa passa por uma reestruturação que tenta adaptá-la ao século XXI, mudando sua ênfase da disciplina e do respeito a tradição para a liberdade e a criatividade.
No relatório do Índice de educação de 2009, o Japão ficou em 34º lugar, com 0,949 pontos.

## Estrutura

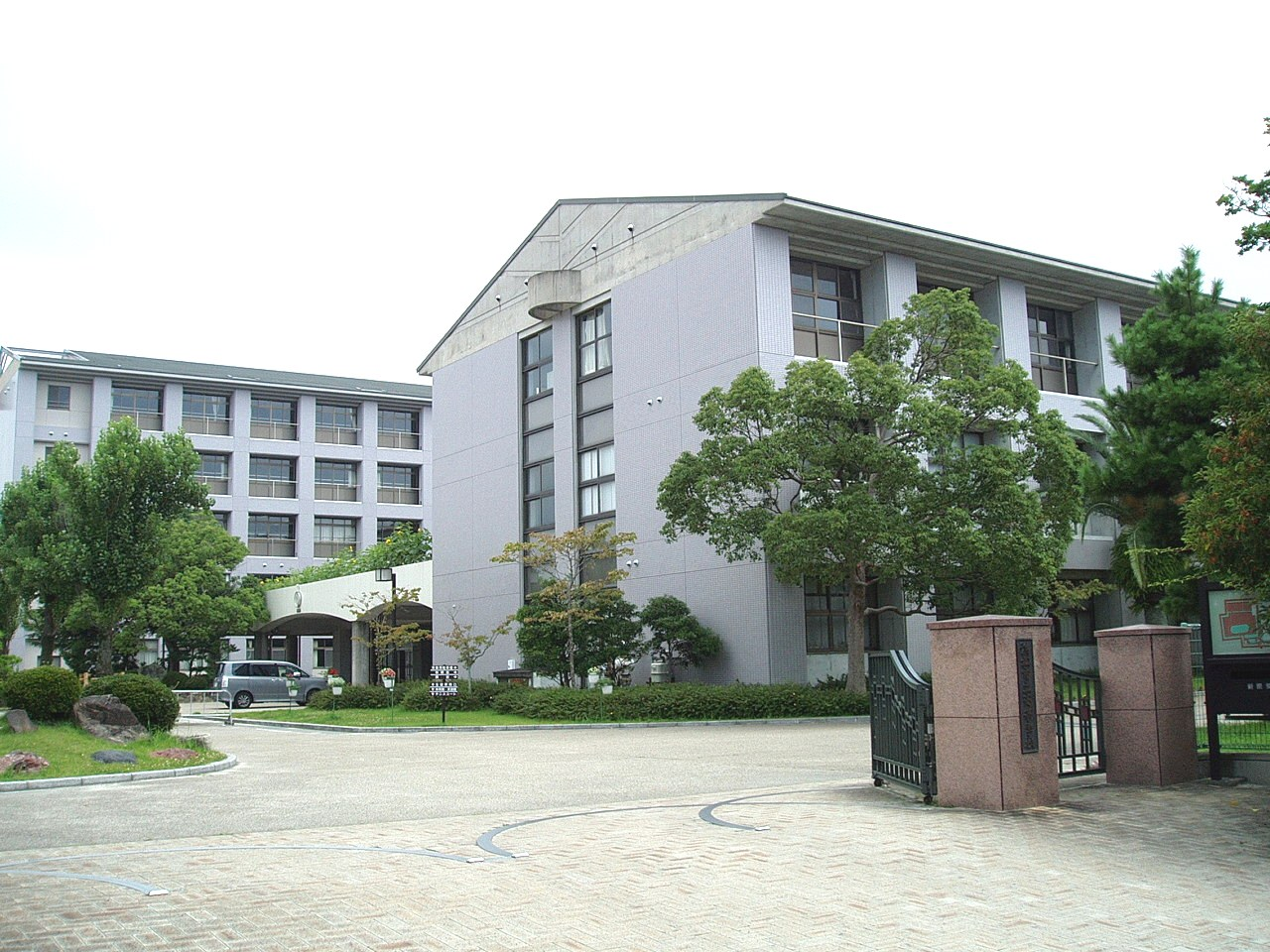
Colégio Municipal de Ensino Médio de Hamamatsu

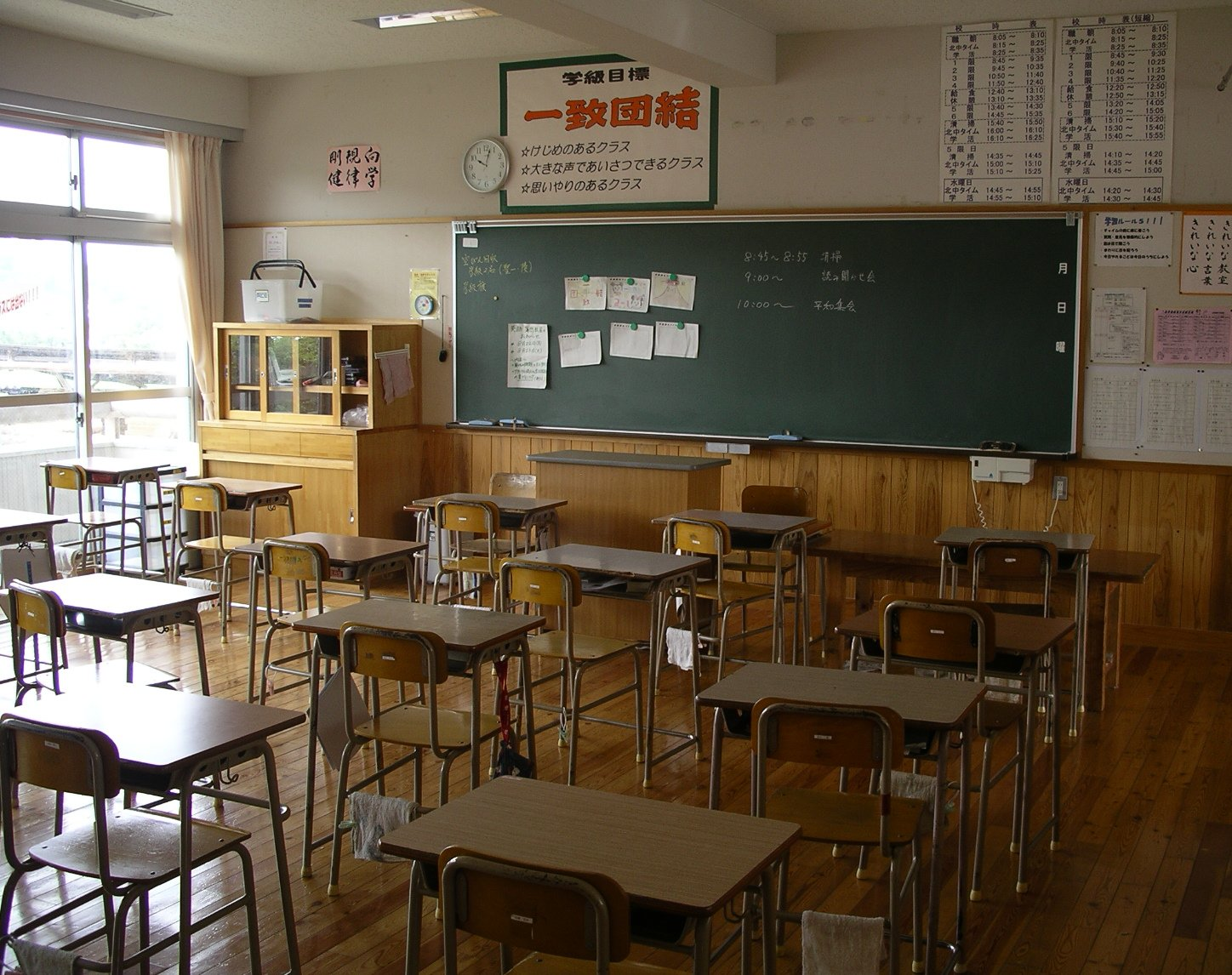
Uma típica sala de aula japonesa na Escola Secundária Juvenil Hokubu, em Oita.

| 3-6   |   | Jardim de infância (幼稚園 Yōchien)                     |                                                        |                                                        |                                                        |                                                        |
| 3-6   |   | Jardim de infância (幼稚園 Yōchien)                     |                                                        |                                                        |                                                        |                                                        |
| 3-6   |   | Jardim de infância (幼稚園 Yōchien)                     |                                                        |                                                        |                                                        |                                                        |
| 6-12  | 1 | Escola Primária (小学校 Shōgakkō) Educação Compulsória  | Escola Primária (小学校 Shōgakkō) Educação Compulsória | Escola Primária (小学校 Shōgakkō) Educação Compulsória | Escola Primária (小学校 Shōgakkō) Educação Compulsória | Escola Primária (小学校 Shōgakkō) Educação Compulsória |
| 6-12  | 2 | Escola Primária (小学校 Shōgakkō) Educação Compulsória  | Escola Primária (小学校 Shōgakkō) Educação Compulsória | Escola Primária (小学校 Shōgakkō) Educação Compulsória | Escola Primária (小学校 Shōgakkō) Educação Compulsória | Escola Primária (小学校 Shōgakkō) Educação Compulsória |
| 6-12  | 3 | Escola Primária (小学校 Shōgakkō) Educação Compulsória  | Escola Primária (小学校 Shōgakkō) Educação Compulsória | Escola Primária (小学校 Shōgakkō) Educação Compulsória | Escola Primária (小学校 Shōgakkō) Educação Compulsória | Escola Primária (小学校 Shōgakkō) Educação Compulsória |
| 6-12  | 4 | Escola Primária (小学校 Shōgakkō) Educação Compulsória  | Escola Primária (小学校 Shōgakkō) Educação Compulsória | Escola Primária (小学校 Shōgakkō) Educação Compulsória | Escola Primária (小学校 Shōgakkō) Educação Compulsória | Escola Primária (小学校 Shōgakkō) Educação Compulsória |
| 6-12  | 5 | Escola Primária (小学校 Shōgakkō) Educação Compulsória  | Escola Primária (小学校 Shōgakkō) Educação Compulsória | Escola Primária (小学校 Shōgakkō) Educação Compulsória | Escola Primária (小学校 Shōgakkō) Educação Compulsória | Escola Primária (小学校 Shōgakkō) Educação Compulsória |
| 6-12  | 6 | Escola Primária (小学校 Shōgakkō) Educação Compulsória  | Escola Primária (小学校 Shōgakkō) Educação Compulsória | Escola Primária (小学校 Shōgakkō) Educação Compulsória | Escola Primária (小学校 Shōgakkō) Educação Compulsória | Escola Primária (小学校 Shōgakkō) Educação Compulsória |
| 12-15 | 1 | Escola Média (中学校 chūgakkō) Educação Compulsória     |                                                        |                                                        |                                                        |                                                        |
| 12-15 | 2 | Escola Média (中学校 chūgakkō) Educação Compulsória     |                                                        |                                                        |                                                        |                                                        |
| 12-15 | 3 | Escola Média (中学校 chūgakkō) Educação Compulsória     |                                                        |                                                        |                                                        |                                                        |
| 15-18 | 1 | Escola Secundária (高等学校 kōtōgakkō, abbr. 高校 kōkō) |                                                        |                                                        |                                                        |                                                        |
| 15-18 | 2 | Escola Secundária (高等学校 kōtōgakkō, abbr. 高校 kōkō) |                                                        |                                                        |                                                        |                                                        |
| 15-18 | 3 | Escola Secundária (高等学校 kōtōgakkō, abbr. 高校 kōkō) |                                                        |                                                        |                                                        |                                                        |

### Escola primária /Shougakkou (小学校)
De 6 a 12 anos de idade.
A escola primária é obrigatória no Japão, os alunos começam aos 6 ou 7 anos de idade. Também são usados alunos monitores que auxiliam na manutenção da disciplina escolar.
O currículo acadêmico padrão inclui língua japonesa, estudos sociais, aritmética e ciências, completadas com outras matérias como educação moral, artes, artesanato, música, trabalhos domésticos, educação física e língua inglesa.

### Escola Média/Chuugakkou(中学校)
De 12 a 15 anos de idade
A escola Média é obrigatória e começa aos 12 ou 13 anos de idade, estima-se que 95% das escolas médias sejam publicas, a média é de 38 alunos por classe em grandes cidades, e 30 em menores, cada sala possui um conselheiro. Ao contrário das escolas elementares, na escola média os estudantes têm diferentes professores para diferentes matérias, os professores usam outros tipos de mídia como televisão, rádio e computadores, algumas matérias também são usados laboratórios, a organização também é baseada em pequenos grupos.
O currículo inclui língua japonesa, estudos sociais, matemática, ciências, música, artes, tecnologia, e educação física. Também existem aulas de trabalhos domésticos e industriais, junto com educação moral e de cidadania. Também existem grupos de atividades especiais nas escolas, além de algumas escolas terem esportes como baseball, futebol, basquete e outros.

### Escola Secundária Alta/kōtōgakkōu (高校学校)
De 15 a 18 anos de idade.
Apesar da escola Secundária Alta (高校学校-Koukougakkou) não ser obrigatória no Japão, aproximadamente 94% dos estudantes da escola média vão para a superior, as escolas superiores são pagas, inclusive as públicas que representam aproximadamente 76% dos estudantes.
O currículo inclui disciplinas acadêmicas como língua japonesa, matemática, ciências e inglês, junto com história, geografia, atividades cívicas e economia doméstica, mais as disciplinas específicas para áreas específicas, sendo as áreas econômicas e industriais as mais populares.